# Marcus Burghardt
Marcus Burghardt (Zschopau, 30 de junio de 1983) es un ciclista alemán.

## Trayectoria
Debutó como profesional en el año 2005 en las filas del equipo T-Mobile tras haber competido la última parte del año anterior como stagiaire. Se retiró en abril de 2022 al no encontrar equipo con el que seguir compitiendo tras haber abandonado el Bora-Hansgrohe una vez finalizó el año 2021. Sus triunfos más destacados fueron la Gante-Wevelgem 2007 y una etapa del Tour de Francia 2008.

## Palmarés
2001
- Trofeo Karlsberg

2007
- Gante-Wevelgem
- 2 etapas del Drei-Länder-Tour

2008
- 1 etapa del Tour de Francia

2010
- 2 etapas de la Vuelta a Suiza

2015
- 3.º en el Campeonato de Alemania en Ruta

2017
- Campeonato de Alemania en Ruta

2019
- 2.º en el Campeonato de Alemania en Ruta

## Resultados en Grandes Vueltas y Campeonatos del Mundo
| Carrera         | Carrera         | 2005 | 2006 | 2007  | 2008  | 2009 | 2010  | 2011  | 2012  | 2013 | 2014  | 2015 | 2016 | 2017  | 2018  | 2019  | 2020 | 2021 |
| --------------- | --------------- | ---- | ---- | ----- | ----- | ---- | ----- | ----- | ----- | ---- | ----- | ---- | ---- | ----- | ----- | ----- | ---- | ---- |
|                 | Giro de Italia  | —    | —    | —     | —     | —    | —     | —     | —     | —    | —     | 70.º | —    | —     | —     | —     | —    | —    |
|                 | Tour de Francia | —    | —    | 127.º | 117.º | —    | 161.º | 164.º | 58.º  | 98.º | 154.º | —    | 89.º | 131.º | 92.º  | 141.º | —    | —    |
|                 | Vuelta a España | 77.º | —    | —     | —     | —    | —     | —     | —     | —    | —     | Ab.  | —    | —     | 149.º | —     | —    | —    |
| Mundial en Ruta | Mundial en Ruta | —    | —    | —     | —     | —    | —     | —     | 111.º | 39.º | —     | —    | —    | 47.º  | Ab.   | Ab.   | —    | —    |

—: no participa

Ab.: abandono

## Equipos
- T-Mobile Team (2004[4] -2007)
- Columbia (2008-2009)
  - Team Columbia (2008)
  - Team Columbia-HTC (2009)
- BMC Racing Team (2010-2016)
- Bora-Hansgrohe (2017-2021)